# Хорватско-шведские отношения
Хорватско-шведские отношения (хорв. Hrvatsko-švedski odnosi, швед. Relationer mellan Kroatien och Sverige) — исторические и текущие двусторонние отношения между Хорватией и Швецией.
Политические отношения между этими странами описываются как хорошие. Оба государства являются членами Европейского Союза, а до вступления Хорватии в ЕС в 2013 году Швеция была активным сторонником членства Хорватии. 

## История
Официальные двусторонние отношения начались 29 января 1992 года. Исторические, экономические и культурные связи между Хорватией и Швецией имеют более древнюю историю.

## Политические и дипломатические отношения

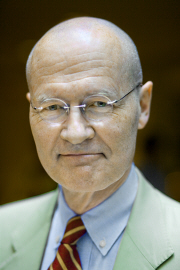
Посол Швеции в Хорватии в 2006—2008 гг. Ларс Фреден

### Дипломатические миссии
Швеция имеет посольство в Загребе и почётные консульства в Риеке и Сплите. Посольство Швеции в Хорватии было открыто 29 января 1992 года и было одним из первых пяти посольств, созданных в новой независимой Хорватии. 
Хорватия имеет посольство в Стокгольме, открытое в 1993 году, и два консульства в Гётеборге и Мальмё, созданные в 2014 году.

### Политические отношения
25 июня 1991 года Хорватия провозгласила самостоятельность и независимость от федеративного государства — Социалистической Федеративной Республики Югославия, частью которой страна была в 1918—1991 годах. 16 января 1992 года Швеция была 36-й страной мира, признавшей хорватскую независимость. 29 января в том же году между странами официально установились дипломатические отношения.
В политическом и экономическом плане Швеция поддерживала стремление Хорватии к членству в Евросоюзе, куда последняя вступила в 2013 году. Путём двустороннего сотрудничества в целях содействия развитию Швеция в 1993—2009 гг. выделила в поддержку хорватских реформаторских усилий и интеграцию в ЕС примерно 450 млн крон. 

### Официальный визит
По приглашению тогдашнего президента Хорватии Иво Йосиповича и его жены Татьяны 16—18 апреля 2013 года Хорватию с официальным государственным визитом посетил шведский король Карл XVI Густав и королева Сильвия. 

## Экономические отношения

### Торговля
Объём торговли между Хорватией и Швецией сравнительно невелик. Хорватский экспорт в Швецию составил в 2013 году до 0,48 млрд. Шведский экспорт в Хорватию за тот же период достиг 1 млрд шведских крон. С 1993 по первую четверть 2016 г. Швеция уверенно занимала 12 место по объёму иностранных инвестиций в Хорватии. Хорватия чаще всего экспортирует в Швецию электротехнику и запчасти к ней, мебель, шпон и стройматериалы. Экспорт Швеции в Хорватию состоит преимущественно из телекоммуникационного оборудования, лекарств, бумаги, рыбы, легковых автомобилей и т.д.

### Компании
Количество шведских компаний в Хорватии составляет чуть более шестидесяти. Их можно разделить на две группы: хорватские фирмы, полностью или частично принадлежащие шведским компаниям, и хорватские предприятия, представляющие шведские компании. В августе 2014 года шведский мебельный дом IKEA открыл супермаркет в Загребе. Это был первый супермаркет компании IKEA в Хорватии и бывшей Югославии. Среди крупных шведских (или частично шведских) компаний, работающих в Хорватии: ABB, Electrolux, Ericsson, Volvo, Scania, H&M, Husqvarna, Tele2 и Tetra Pak. 

### Туризм
Среди скандинавских стран Швеция лидирует по количеству своих граждан, побывавших в Хорватии, и эта статистика имеет устойчивую тенденцию к постоянному ежегодному росту. В 2011 году количество шведских туристов, посетивших Хорватию, составляло 122 454 человек. В 2014 году в Хорватию посетили 192 113 гостей из Швеции. В следующем (2015) году страну посетили 203 660 туристов из Швеции. 

## Культурные связи

### Национальные меньшинства
Первая значительная волна эмиграции хорватов в Швецию произошла в 1950—1960 гг., во многом за счёт политических и экономических беженцев. Точное число эмигрантов неизвестно, потому что некоторые из них принадлежали к югославским землячествам, а некоторые – к хорватским, которые не контролировали югославские власти. Многие хорваты поселились вокруг города Мальмё. Хорватский эмигрант и революционер Миро Барешич во время совершенного им покушения в 1971 году серьёзно ранил югославского посла в Швеции Владимира Роловича, погибшего через 8 дней.
Хорваты в Швеции традиционно хорошо организованы, не в последнюю очередь благодаря работе хорватской католической миссии в Швеции. Они объединены в более чем 30 обществ, входящих в Союз хорватских обществ Швеции; также хорошо налажено сотрудничество с другими хорватскими землячествами в Скандинавии. На кафедре славянских языков отделения современных языков филологического факультета Уппсальского университета, в частности, преподаются хорватский язык и литература.
По данным Центрального статистического бюро Швеции, в стране в 2015 году проживало около 8 500 человек, родившихся в Хорватии. По оценкам, в Швеции насчитывается около 30—35 тысяч жителей хорватского или частично хорватского происхождения. Большинство граждан с хорватскими корнями или происхождением, проживающих в Швеции, являются лицами или детьми прибывших в Швецию в 1960-х и 1970-х годах из тогдашней Югославии в поисках работы.
Количество шведов, проживающих в Хорватии, оценивается менее чем в 100 человек. 

## Факты
- В Загребе действует Хорватско-шведское общество.
- Одним из первых задокументированных лиц хорватского происхождения в Швеции был сын Николы IV Франкопана Иван VI Франкопан[11] из известной хорватской династии Франкопанов, который под именем Йохан Вале (швед. Johan Vale) служил наместником короля Эрика Померанского.
- Согласно одной из теорий, хорваты, участвовавшие в Тридцатилетней войне, убили шведского короля Густава четырёхручным мечом, характерным только для хорватской лёгкой кавалерии.
- Хорватский писатель Джунье Палмотич посвятил шведской королеве Христине переведенную им с итальянского поэму Джироламо Вида «Христиада» [12].
- В Мальмё родился футболист Златан Ибрагимович, мать которого — хорватка[13].
- Среди шведских спортсменов хорватского происхождения футболист Тедди Лучич и хоккеист Петер Попович.